# ماكس هانسن
ماكس هانسن (بالألمانية: Max Hansen) هو مغني ومؤلف موسيقى تصويرية ومؤلف ومغني أوبرا وكاتب سيناريو وكاتب وممثل ألماني ودانمركي، ولد في 22 ديسمبر 1897 بمانهايم في ألمانيا، وتوفي في 12 نوفمبر 1961 بكوبنهاغن في الدنمارك بسبب نوبة قلبية.

## وصلات خارجية
- ماكس هانسن على موقع IMDb (الإنجليزية)
- ماكس هانسن على موقع مونزينجر (الألمانية)
- ماكس هانسن على موقع ألو سيني (الفرنسية)
- ماكس هانسن على موقع ميوزك برينز (الإنجليزية)
- ماكس هانسن على موقع أول موفي (الإنجليزية)
- ماكس هانسن على موقع قاعدة بيانات الأفلام السويدية (السويدية)
- ماكس هانسن على موقع ديسكوغز (الإنجليزية)
- ماكس هانسن على موقع قاعدة بيانات الفيلم (الإنجليزية)
- ماكس هانسن على موقع كينوبويسك (الروسية)